# Lega Pro Seconda Divisione
Serie C2 była czwartą (po Serie A, Serie B i Serie C1) w kolejności ligą piłkarską we Włoszech. Grały w niej 54 zespoły. Z każdej grupy (A, B, C) bezpośrednio do Serie C1 awansowały dwa pierwsze zespoły. Drużyny zajmujące w swojej grupie miejsca 3 lub 4 grały o awans w barażach. Drużyny zajmujące trzy ostatnie miejsca w grupie spadały bezpośrednio (zespół czwarty od końca gra w barażach o utrzymanie) do Serie D (5 Liga).
Rozgrywki zostały w 2014 roku połączone z Lega Pro Prima Divisione, w wyniku czego powstała Lega Pro (przekształcona w 2017 roku w Serie C).

## Podział
Serie C2 dzieliła się na trzy grupy:
- Grupa A (18 Drużyn)
- Grupa B (18 Drużyn)
- Grupa C (18 Drużyn)